# Музей Салар Джанг
Музей Салар Джанг (телугу సాలార్ జుంగ్ మ్యూజియం) — художественный музей, расположенный на южном берегу реки Муси в городе Хайдарабад, Телангана, Индия. Один из трех национальных музеев Индии. Содержит коллекцию скульптур, картин, резьбы по дереву, текстиля, рукописей, керамики, изделий из метала, ковров, часов, мебели из Японии, Китая, Бирмы, Непала, Индии, Персии, Египта, Европы и Северной Америки. Коллекция была получена из собственности семьи Салар Джанг.

## История
Большая часть коллекции музея была приобретена навабом Миром Юсуфом Али Ханом известным как Салар Джанг III. В 1914 году, после отказа от поста премьер-министра при низаме Хайдарабада Османе Али Хане, он посвятил свою жизнь сбору сокровищ искусства и литературы, чем занимался 35 лет до самой смерти. После его кончины, с целью увековечить его имя как всемирно известного знатока искусства, из более чем 43 000 предметов его коллекции и 50 000 книг и рукописей, находящихся во дворце Dewan Deodi, был сформирован музей.
Открытие Музея Салар Джанг для публики было произведено 16 декабря 1951 года тогдашним премьер-министром Индии Джавахарлалом Неру. В 1958 году наследники Салар Джанга III согласились пожертвовать коллекцию правительству Индии. В 1961 году актом парламента музей Салар Джанг и его библиотека были объявлены учреждением национального значения. Их администрирование было поручено автономному Попечительскому совету с губернатором штата Андхра-Прадеш в качестве его председателя, включающем десять членов, представляющих правительство Индии, штат Андхра-Прадеш, Османский университет, и одного представителя семьи Салар Джанг.
В 1968 году музей переехал на нынешнее место в район Афсал Гундж.
В 2006 году в актовом зале музея произошёл пожар, к счастью ни один экспонат не пострадал.
В 2015 году в музее открылась выставка, содержащая 600 монет разных династий за последние 2300 лет, пожертвованных музею в 1962, 1979 и 1981 годах.
В том же году на крыше музея была установлена солнечная электростанция для снижения затрат на электричество, также в планы музея входит обеспечить Wi-Fi в зоне для посетителей.
Среди экспонатов музея — двойная скульптура Мефистофеля и Маргариты, находящаяся в разделе европейского искусства (галерея № 16).